# Jackson Chourio
Jackson Bryan Chourio (11 de marzo de 2004) es un jardinero de béisbol profesional venezolano en la organización de los Cerveceros de Milwaukee. En la LVBP juega para las Águilas del Zulia.
Chourio firmó con los Cerveceros de Milwaukee como agente libre internacional en enero de 2021. Hizo su debut profesional esa temporada con los Cerveceros de la Liga Dominicana de Verano.
Chourio inició el 2022 con los Carolina Mudcats.